# 罗歇·米什洛
罗歇·米什洛（法語：Roger Michelot，1912年6月8日—1993年3月19日），法国男子拳击运动员。他曾代表法国参加1932年和1936年夏季奥林匹克运动会拳击比赛，其中1936年奥运会获得一枚金牌。